# Londínio

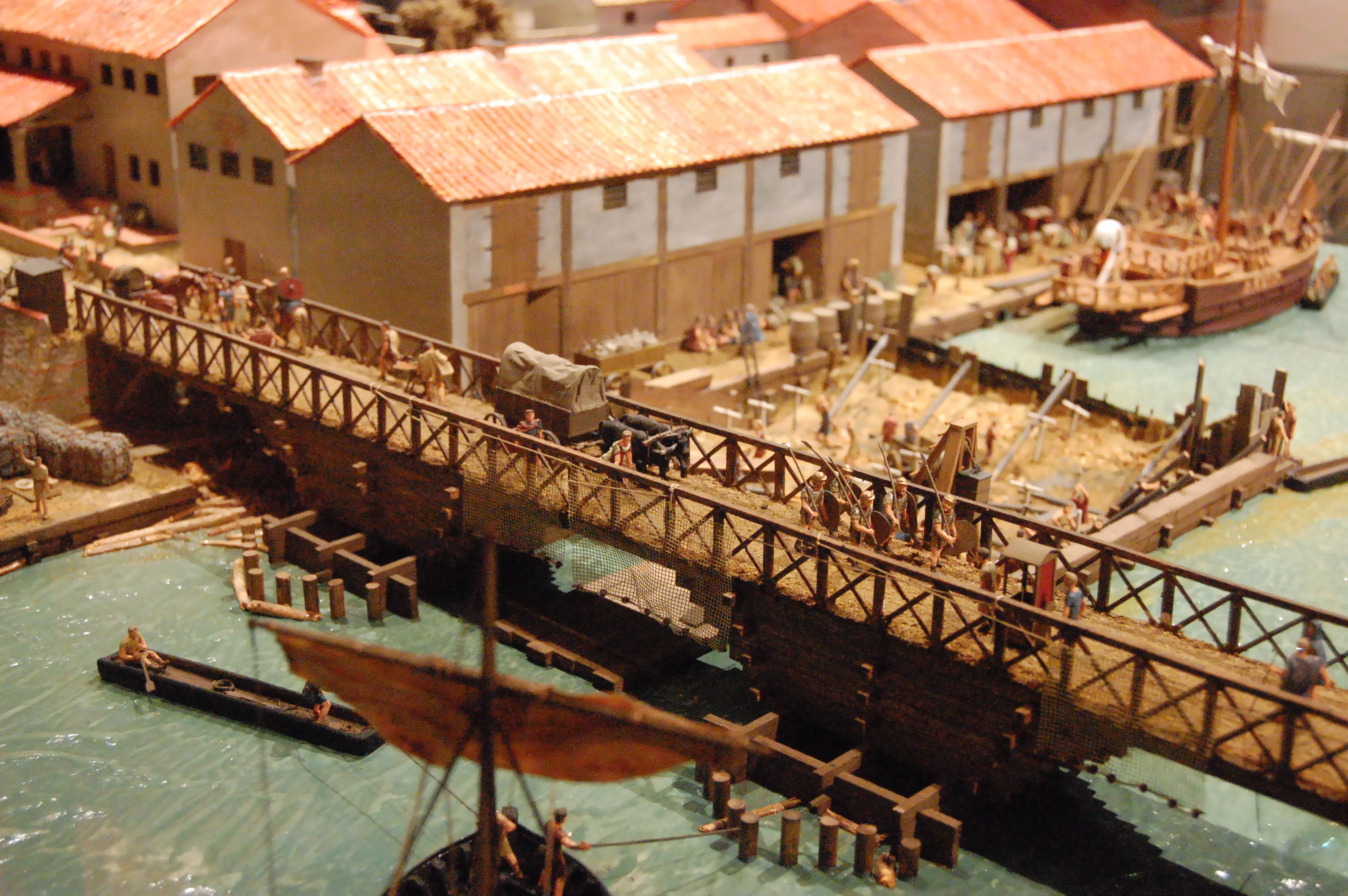
Modelo de Londínio entre 85 e 90, em exibição no Museu de Londres, mostrando a primeira ponte construída sobre o Tâmisa

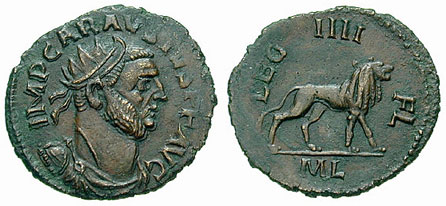
Antoniniano de Caráusio, cunhado em Londínio

Londínio (em latim: Londinium) foi uma cidade fundada pelos romanos em meados do século I, no território ocupado pela atual Londres, capital da Inglaterra. Rapidamente tornou-se a capital da Britânia romana, servindo como um dos principais centros comerciais imperiais até o seu abandono, durante o século V. 
A cidade teria sido estabelecida após a invasão de 43 d.C., liderada pelo imperador Cláudio. Alguns arqueólogos propuseram que a localidade teria sido fundada como um povoado civil (civitas) por volta do ano 50. Um ralo de madeira encontrado ao lado da principal estrada romana escavada em No 1 Poultry foi datado, através de dendrocronologia, ao ano de 47, tido também como  outra possível data de fundação.
Antes da chegada das legiões romanas, a área era quase certamente um campo aberto, cruzado por riachos como o Walbrook. Londínio foi fundada no ponto em que o rio Tâmisa é estreito o suficiente para que se construa uma ponte e bastante profundo para que navios vindos do mar possam cruzá-lo. Em 1981, foram encontrados restos de um enorme cais romano utilizado como base para a construção de uma ponte, próximo à atual Ponte de Londres.
Acredita-se, tradicionalmente, que Londínio tenha tido seu início como um povoado civil, embora também existam evidências de que tenha sido uma fortaleza romana. Escavações arqueológicas realizadas pelo Departamento de Arqueologia Urbana do Museu de Londres (MOLAS) desde a década de 1970, no entanto, não foram capazes de mostrar traços de ocupação militar do sítio, portanto muitos arqueólogos acreditam atualmente que Londínio tenha sido fruto da iniciativa privada. Sua localização, ao lado de um concorrido ponto de cruzamento do rio, fazia dela local perfeito para comerciantes de todo o Império Romano montarem seus negócios.

## Etimologia
O nome seria pré-romano (e talvez mesmo pré-celta) em sua origem, embora não exista consenso sobre o seu significado. Era prática comum dos romanos adotar os nomes nativos nos povoados que fundavam. Uma teoria comum é que o nome seria derivado de um topônimo celta hipotético, Londinion, que provavelmente era derivado do nome próprio Londinos, onde lond significaria "selvagem".
Uma teoria proposta pelo linguista inglês Richard Coates, que não foi amplamente aceita, sugere que o nome deriva de um nome de rio europeu antigo 'celtificado', que formaria parte do estrato mais antigo da toponímia europeia, no sentido estabelecido pelo filólogo alemão Hans Krahe; Coates sugeriu uma derivação do termo pré-céltico Plowonida — formado por duas raízes, plew e nejd, possivelmente significando "o rio que corre" ou "o amplo rio que corre". Assim, Londínio significaria "o povoado no amplo rio". Coates ainda sugere que o rio era chamado de Tâmisa nos locais onde era mais estreito, e Plowonida correnteza abaixo, onde era largo demais para ser cruzado.
Inscrições e grafitos encontrados por arqueólogos confirmam que o latim era o idioma oficial. Acredita-se que os povos locais falavam a língua celta chamada de língua britânica ou britônica pelos estudiosos atuais, e de Lingua Gallica ("língua gaulesa") pelos romanos; esse idioma seria o ancestral do galês, do córnico e do bretão.